# Above the Clouds
Pour plus de détails, voir Fiche technique et Distribution.
Above the Clouds (雲の上, Kumo no ue) est un film japonais réalisé par Katsuya Tomita, sorti en 2003.

## Synopsis
À sa sortie de prison, Chikén retrouve les membres de sa bande.

## Fiche technique
- Titre original : 雲の上, Kumo no ue
- Titre français : Above the clouds
- Réalisation : Katsuya Tomita
- Scénario : Katsuya Tomita
- Photographie : Yoshiko Takano
- Montage : Katsuya Tomita
- Pays d'origine : Japon
- Format : Couleurs - 8 mm
- Genre : drame
- Durée : 115 minutes
- Date de sortie : 2003

## Distribution
- Masahide Nishimura :
- Tsuyoshi Takano :
- Toranosuke Aizawa :
- Umika Araki :
- Akemi Furuya :
- Hitoshi Ito :
- Shinji Murata